# Glikopeptydy

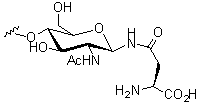

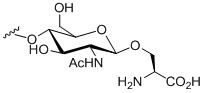

Glikopeptydy – peptydy, które zawierają ugrupowania węglowodanów (glikany) przyłączone kowalencyjnie do łańcuchów bocznych aminokwasów, które stanowią pozostałości peptydu. Cząsteczka cukru może być połączona z peptydem przez atom azotu, tlenu lub węgla.
W medycynie niektóre glikopeptydy używane są jako antybiotyki ze względu na swoje właściwości bakteriobójcze:
- wankomycyna,
- teikoplanina,
- bleomycyna.